# Varzo
Varzo är en ort och kommun i provinsen Verbano Cusio Ossola i regionen Piemonte i Italien. Kommunen hade 2 017 invånare (2018).